# Alimos Toma
Pour les articles homonymes, voir Toma.
Alimos Toma est un héros de ballade populaire en Roumanie, très aimé pour sa droiture et lié à la nature. Un jour qu'il s'arrête et cherche quelqu'un pour trinquer avec lui, deux ormes s'inclinent vers lui en signe de respect. Arrive alors Manea, un propriétaire terrien qui, affirmant qu'Alimos lui a fait du tort, éventre le héros et s'enfuit. Alimos rentre ses entrailles dans son ventre, décapite Manea et revient sous les trois ormes, où il demande à son cheval de l'enterrer sous les arbres puis de se mettre au service de son frère.